# George Kittle
George Kittle (Madison, 9 ottobre 1993) è un giocatore di football americano statunitense che milita nel ruolo di tight end per i San Francisco 49ers della National Football League (NFL).

## Carriera

### San Francisco 49ers
Kittle al college giocò a football con gli Iowa Hawkeyes dal 2013 al 2016. Fu scelto dai San Francisco 49ers nel corso del quinto giro (146º assoluto) del Draft NFL 2017. Debuttò come professionista partendo come titolare nella gara del primo turno contro i Carolina Panthers ricevendo 5 passaggi per 27 yard dal quarterback Brian Hoyer. Il primo touchdown in carriera lo segnò nella sconfitta del quinto turno contro gli Indianapolis Colts. La sua stagione da rookie si chiuse con 43 ricezioni per 515 yard e 2 marcature in 15 partite, 7 delle quali come titolare.
Nel 14º turno della stagione 2018 contro i Denver Broncos, Kittle con 210 yard ricevute giunse a sole quattro yard dal record NFL per un tight end detenuto dall'Hall of Famer Shannon Sharpe. A fine anno fu convocato per il suo primo Pro Bowl e inserito nel Second-team All-Pro dopo avere battuto il primato NFL per yard ricevute in una stagione da un tight end.
Nel quattordicesimo turno della stagione 2019 Kittle fu decisivo quando in una situazione di quarto down nel finale di gara guadagnò 39 yard su un passaggio di Jimmy Garoppolo che permisero ai 49ers di ottenere una fondamentale vittoria sui New Orleans Saints. Sette giorni dopo stabilì i nuovi primati personali per ricezioni (13) e yard ricevute (134) nella sconfitta a sorpresa contro gli Atlanta Falcons. Nella stessa partita superò l'Hall of Famer Mike Ditka (2.774) per il maggior numero di yard ricevute da un tight end nelle sue prime tre stagioni. A fine stagione fu convocato per il suo secondo Pro Bowl e inserito nel First-team All-Pro dopo avere chiuso la stagione regolare con 1.053 yard ricevute e 5 touchdown. Il 2 febbraio 2020 Kittle partì come titolare nel Super Bowl LIV in cui ricevette 4 passaggi per 36 yard ma i 49ers furono sconfitti per 31-20 dai Kansas City Chiefs.
Il 13 agosto 2020 Kittle firmò con i 49ers un prolungamento quinquennale del valore di 75 milioni di dollari. Dopo essere sceso in campo nel primo turno perse due partite per infortunio, tornando in campo nella settimana 4 contro i Philadelphia Eagles ricevendo 15 passaggi per 183 yard dal quarterback di riserva Nick Mullens nella sconfitta.
Nella 14º turno della stagione 2021 Kittle fu premiato come giocatore offensivo della NFC della settimana dopo avere ricevuto 13 passaggi per 151 yard e un touchdown nella vittoria ai supplementari sui Cincinnati Bengals. A fine stagione fu convocato per il suo terzo Pro Bowl dopo 71 ricezioni per 910 yard e un nuovo primato personale di 6 touchdown.
Nel 2022 Kittle fu convocato per il suo quarto Pro Bowl e inserito nel Second-team All-Pro dopo essersi classificato terzo nella NFL con 11 touchdown su ricezione pur avendo cambiato tre quarterback titolari. Nel divisional round dei playoff guidò la squadra con 5 ricezioni su altrettante volte in cui fu chiamato in causa per 95 yard nella vittoria sui Cowboys.
Nel quinto turno del 2023 Kittle segnò i primi tre touchdown stagionali in una netta vittoria sui Cowboys che mantenne i 49ers imbattuti. A fine stagione fu convocato per il suo quinto Pro Bowl e inserito nel First-team All-Pro dopo avere ricevuto 65 passaggi per 1.020 yard e 6 touchdown. I 49ers arrivarono fino al Super Bowl LVIII, dove furono sconfitti ai tempi supplementari dai Chiefs in una gara in cui Kittle non incise.
Nel sesto turno della stagione 2024 Kittle segnò due touchdown nella vittoria esterna su Seattle. Due settimane dopo ricevette 128 yard e un touchdown nella vittoria sui Dallas Cowboys. In quella partita divenne il sesto giocatore a fare registrare 500 ricezioni con la maglia dei 49ers. Nella settimana 14 ricevette un massimo stagionale di 151 yard nella vittoria sui Chicago Bears. A fine stagione fu convocato per il suo sesto Pro Bowl e inserito nel Second-team All-Pro.

## Palmarès

### Franchigia
- National Football Conference Championship: 2

San Francisco 49ers: 2019, 2023

### Individuale
- Convocazioni al Pro Bowl: 6

2018, 2019, 2021, 2022, 2023, 2024
- First-team All-Pro: 2

2019, 2023
- Second-team All-Pro: 3

2018, 2022, 2024
- Giocatore offensivo della NFC della settimana: 1

14ª del 2021